# Furth an der Triesting
Furth an der Triesting – gmina w Austrii, w kraju związkowym Dolna Austria, w powiecie Baden. Według Austriackiego Urzędu Statystycznego liczyła 828 mieszkańców (1 stycznia 2014).